# Han Sanping
Han Sanping (cinese tradizionale: 韓三平; cinese semplificato: 韩三平; pinyin: Hán Sānpíng; jyutping: Hon4 Saam1-ping4; Guangyuan, 1953) è un produttore cinematografico e regista cinese.

## Biografia
Fino alla prima metà del 2014 è stato presidente della China Film Group Corporation, una delle più grandi compagnie di produzione e distribuzione cinematografica della Cina, oltre che uno dei massimi esportatori di film cinesi al di là dell'Asia orientale. Han ha prodotto e co-prodotto pellicole dei più famosi registi cinesi, quali Peter Chan, Chen Kaige, Stephen Chow e Johnnie To.
Sin dagli anni '80, Han ha prodotto più di 300 pellicole cinematografiche e 100 serie televisive. Oltre ad essere stato a capo della China Film Group Corporation, è presidente del Beijing Film Studio e del Chinese Children Film Studio, inoltre è vicedirettore amministrativo della Chinese Film Producer Association.

## Filmografia parziale[4]
- L'imperatore e l'assassino, regia di Chen Kaige (1999) (produttore esecutivo)
- 2000 - Shadow Magic (produttore esecutivo)
- 2000 - Song of Tibet (produttore)
- 2001 - I Love Beijing (produttore)
- 2002 - Springtime in a Small Town (esecutivo)
- Together with You (He ni zai yi qi), regia di Chen Kaige (2002) (co-produttore)
- 2003 - Goddess of Mercy (produttore esecutivo)
- 2004 - Breaking News (produttore esecutivo)
- 2004 - South of the Clouds (produttore esecutivo)
- 2004 - Shouji (produttore esecutivo)
- 2004 - Passages (produttore associato)
- 2004 - Oi, Chok Chin (produttore esecutivo)
- 2004 - Molihua Kai (produttore)
- 2004 - Two Great Sheep (produttore esecutivo)
- 2005 - The Promise (produttore)
- 2005 - Sunflower (produttore)
- 2005 - Beauty Remains (produttore)
- 2006 - Mission: Impossible III (produttore esecutivo)
- 2006 - Fearless (co-produttore)
- 2006 - Il velo dipinto (esecutivo)
- 2006 - Isabella (produttore associato)
- 2006 - The Knot (produttore)
- 2006 - Lifashi (produttore esecutivo)
- 2007 - Munto (co-produttore esecutivo)
- 2007 - The Warlords (produttore esecutivo)
- 2008 - La battaglia dei tre regni (produttore esecutivo)
- 2008 - CJ7 - Creatura extraterrestre (produttore)
- 2008 - Connected (produttore esecutivo)
- 2008 - Three Kingdoms: Resurrection of the Dragon (produttore esecutivo)
- 2008 - The End of Year (produttore esecutivo)
- 2009 - Forever Enthralled (produttore, produttore esecutivo)
- 2009 - City of Life and Death (produttore)
- 2009 - La battaglia dei tre regni - Parte 2 (produttore esecutivo)
- 2009 - The Warrior and the Wolf (produttore)
- 2009 - The Founding of a Republic (produttore, regista)
- 2010 - The Karate Kid - La leggenda continua (produttore esecutivo)
- 2010 - Aftershock (produttore)
- 2010 - Let the Bullets Fly (produttore esecutivo)
- 2011 - What Women Want (produttore esecutivo)
- 2011 - The Founding of a Party (regista, produttore)
- 2011 - Flying Swords of Dragon Gate (produttore esecutivo)
- 2012 - The Last Supper (produttore)
- 2013 - Journey to the West (produttore)
- Greyhound - Il nemico invisibile (Greyhound), regia di Aaron Schneider (2020)